# Johan Witteveen
Hendrikus Johannes (Johan) Witteveen (n. 12 iunie 1921, Zeist, Utrecht, Țările de Jos – d. 23 aprilie 2019, Wassenaar, Olanda de Sud, Țările de Jos) a fost un economist și ministru de finanțe al Olandei. El a devenit al cincilea director general al Fondului Monetar Internațional pe 1 septembrie 1973, urmând să își predea funcția cinci ani mai târziu, pe 16 iunie 1978. Currently he is on the Advisory Board and Professor of Economics at the European Management Institute.